# DC Kapesní komiksové klenoty

DC Comics

DC Kapesní komiksové klenoty je česká ediční řada komiksových knih, kterou od června 2025 vydává nakladatelství CREW. Jedná se o lokalizovanou verzi americké řady DC Compact Comics vydavatelství DC Comics. Řada cílí na nové čtenáře, fanoušky mangy a prózy a nabízí kompaktní, plnobarevné příběhy nejznámějších postav ze světa DC ve zmenšeném formátu.
Oznámení edice proběhlo 22. dubna 2025 prostřednictvím oficiálního videa nakladatelství CREW a doprovodné tiskové zprávy.

## Koncept
Knihy vycházejí v menším formátu přibližně 21,6 × 14 cm, což odpovídá rozměrům běžného paperbacku. Využívají kvalitní křídový papír a plnobarevný tisk. Každý svazek obsahuje uzavřený příběh určený jak pro nové čtenáře, tak i pro fanoušky, kteří se chtějí seznámit s klíčovými momenty postav DC Comics.

## Seznam knih
Pořadí a názvy dosud nevydaných knih se mohou měnit.
| Český název                       | Originální název          | Obsah                                                          | Původní vydání       | Datum vydání v ČR |
| --------------------------------- | ------------------------- | -------------------------------------------------------------- | -------------------- | ----------------- |
| Flash: Flashpoint a další příběhy | Flashpoint                | Flashpoint #1–5 a další příběhy (neuvedeny)                    | DC Comics, 2011      | 10. června 2025   |
| Batman: Kameňák a další příběhy   | Batman: The Killing Joke  | The Killing Joke a doplňkové příběhy s Batmanem                | DC Comics, 1988 +    | 10. června 2025   |
| Liga spravedlnosti: Zrození       | Justice League: Origin    | Justice League (The New 52) #1–6 od Geoffa Johnse a Jima Leeho | DC Comics, 2011      | 10. června 2025   |
| Batman: Soví sága                 | Batman: The Court of Owls | Batman (The New 52) #1–7 od Scotta Snydera a Grega Capulla     | DC Comics, 2011–2012 | 10. června 2025   |
| All-Star Superman                 | All-Star Superman         | All-Star Superman #1–12 od Granta Morrisona a Franka Quitelyho | DC Comics, 2005–2008 | 10. června 2025   |

## Přijetí
Řada DC Compact Comics byla v zahraničí přijata s nadšením. Několik titulů se v roce 2024 umístilo mezi nejprodávanějšími grafickými romány v USA. Kritici oceňovali dostupnou cenu, přívětivý formát a srozumitelnost pro nové čtenáře. Česká edice si klade za cíl zpřístupnit tyto příběhy i domácímu publiku.

## Související projekty
Krátce po zavedení edice DC Compact Comics spustilo DC také řadu DC Finest, která se na rozdíl od kompaktní verze zaměřuje na obsáhlejší svazky v klasickém formátu., zatímco konkurenční Marvel Comics v roce 2025 spustil vlastní řadu kompaktních svazků pod názvem Premier Collection.